# Rolf Raiser
Rolf (Rudolf) Carl Eduard Raiser (* 19. Mai 1903 in Stuttgart; † 9. Februar 1973 ebenda) war ein deutscher Versicherungsjurist.

## Werdegang
Raiser kam als Sohn des Rechtsanwalts Carl Raiser (1872–1954) zur Welt. Er legte 1921 am Stuttgarter Eberhard-Ludwigs-Gymnasium das Abitur ab und studierte Rechtswissenschaften in Tübingen, Leipzig, Rostock und Berlin. Nach einer Ausbildung zum Versicherungskaufmann trat er 1931 als Justitiar in die von seinem Vater geleitete Württembergische Feuerversicherung ein. 1937 wurde er in den Vorstand berufen und 1953 zum Vorstandsvorsitzenden und Generaldirektor ernannt. In dieser Funktion blieb er bis 1961.
Von 1958 bis 1961 war er Präsident des Gesamtverbandes der Deutschen Versicherungswirtschaft.
Seit 1921 war er Mitglied der Studentenverbindung Akademische Gesellschaft Stuttgardia Tübingen. Sein Bruder war der Jurist Ludwig Raiser.  Sein Sohn war der Jurist Thomas Raiser.

## Ehrungen
- 1968: Großes Verdienstkreuz der Bundesrepublik Deutschland